# The Hills (seconda edizione)
La seconda stagione ha avuto inizio su MTV Italia il 23 febbraio 2008.
Cast principale: Lauren Conrad, Audrina Patridge, Heidi Montag e Whitney Port.
| nº | Titolo originale           | Titolo italiano           | Prima TV America | Prima TV Italia  |
| -- | -------------------------- | ------------------------- | ---------------- | ---------------- |
| 1  | Out with the old...        | Una nuova vita            | 15 gennaio 2007  | 23 febbraio 2008 |
| 2  | When you least expect it   | Quando meno te lo aspetti | 22 gennaio 2007  | 23 febbraio 2008 |
| 3  | The best night ever        | Una notte fantastica      | 29 gennaio 2007  | 1º marzo 2008    |
| 4  | Who do you trust?          | Questione di fiducia      | 2 febbraio 2007  | 1º marzo 2008    |
| 5  | One big interruption       | Pausa di riflessione      | 12 febbraio 2007 | 8 marzo 2008     |
| 6  | You have chosen            | Un'altra chance           | 19 febbraio 2007 | 8 marzo 2008     |
| 7  | With friends like these... | Con amici così...         | 26 febbraio 2007 | 15 marzo 2008    |
| 8  | Enough is enough           | Quando è troppo è troppo  | 5 marzo 2007     | 15 marzo 2008    |
| 9  | New year, new friends      | Anno nuovo, amici nuovi   | 12 marzo 2007    | 22 marzo 2008    |
| 10 | Apology not accepted       | Niente scuse              | 19 marzo 2007    | 22 marzo 2008    |
| 11 | Everyone falls             | Tutti possono cadere      | 26 marzo 2007    | 22 marzo 2008    |
| 12 | Goodbye for now            | Aria di novità            | 2 aprile 2007    | 22 marzo 2008    |